# Frederik Løvenskiold
 Der er for få eller ingen kildehenvisninger i denne artikel, hvilket er et problem. Du kan hjælpe ved at angive troværdige kilder til de påstande, som fremføres i artiklen.

Frederik "Fritz" Michael Frantz Wilhelm Løvenskiold (12. november 1790 i Porsgrund – 28. januar 1869 i Christiania) var en norsk kammerherre, ejer af herregården Rafnes i Bamble, jernværksejer og stortingsrepræsentant fra 1827 til 1832 samt postmester i Christiania. Han var far til Severin Jacob Løvenskiold.
Han var gift med Maren Fransisca Paus. Hun fortæller i sin nokså naive ungpigedagbog om sin forelskelse i Fritz, som var navnet, han anvendte i dagligdagen. Hun frygtede for, at hun havde for simpel en slægtsbaggrund for ham og hans familie, som havde fået adelspatent i 1739 (Frederiks 13 år ældre storebror, statsmanden Severin havde giftet sig med en dansk komtesse nogle år tidligere). Hun var datter til en købmand og skibskaptajn i Skien, og tilhørte en norsk præsteslægt, som føres tilbake til omkring år 1500. 
Frederik og Maren blev viet i Gjerpen Kirke 19. april 1815. Forlovere var kammerherre Severin Løvenskiold (Frederiks far) og Jacob Aall til Borgestad (Marens onkel, som hun voksede op hos).
Der findes malede portrætter af begge. Deres efterkommere ejede Rafnes indtil begyndelsen af 1900-tallet. Heraldikeren og ornitologen Herman Leopoldus Løvenskiold var en af deres efterkommere.